# Museu de São Jorge (Calheta)
O Museu Francisco de Lacerda é um museu de ilha, sob a tutela da Direção Regional da Cultura dos Açores, localizado no concelho da Calheta, ilha de São Jorge.
Inaugurado em 1991, o espólio do museu era maioritariamente etnográfico. Em 2020, muda de localização e instala-se nas ruínas da antiga Fábrica de Conservas da Marie d’Anjou, na qual ganha outra dimensão temática com uma perspetiva regional. O novo edifício alberga as exposições permanentes sobre a história da Ilha de São Jorge, a música açoriana, com especial ênfase no Maestro Francisco de Lacerda, e sobre a indústria conserveira.

## Historial do Museu
Este Museu foi constituído nos fins dos anos setenta do século XX por um grupo de cidadãos do concelho da vila da Calheta e da Ribeira Seca que teve a iniciativa de organizar uma exposição etnográfica. Começaram por reunir uma série de colecções sobre tecelagem, mobiliário e alfaias agrícolas para o efeito.
Em 1984 e na sequência da compra por parte da Secretaria Regional da Educação e Cultura, de um edifício na vila da Calheta destinado a uso local. Edifício este próximo do mar e que tinha sido mandado construir pelo Ouvidor e Padre Francisco de Azevedo Machado Neto.

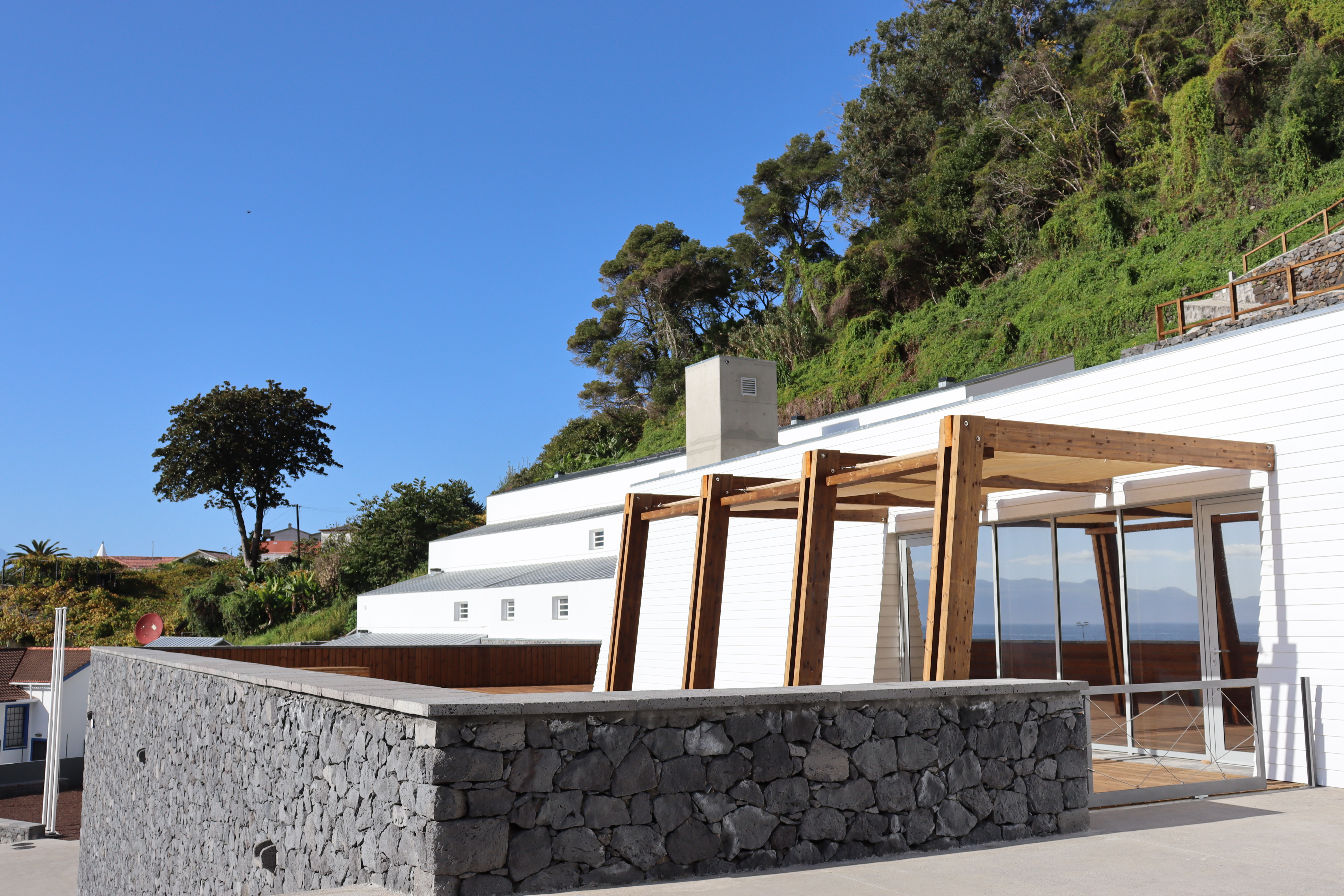
Centro de documentação e zona de lazer exterior.

Já com instalações foi formada uma comissão destinada à instalação, primeiro da Casa Etnográfica de São Jorge com as coleções mencionadas e depois dada a grande aceitação por parte da sociedade da Casa Etnográfica de São Jorge esta rapidamente foi convertida em Museu de Ilha, acontecendo a inauguração do já Museu de São Jorge em 1991.
Ainda voltando à história do Edifício onde o museu está instalado é curioso mencionar que este edifício data de 1811 e foi edificado a Norte do então Forte de São João Baptista ali existente e de que já poucos vestígios restam devido ao abandono e à degradação natural dos elementos construtivos, pelo já mencionado beneficiado, ouvidor e Padre Francisco de Azevedo Machado Neto, descendente este do Capitão-Mor Gaspar Nunes Neto, sendo este natural da freguesia da Ribeira Seca para ali fazer uma habitação, soalheira e fronteira com o mar.
Este edifício, segundo conta uma lenda tinha no rés-do-chão um compartimento onde os antigos proprietários mandavam matar quem lhes não agradasse. Actualmente uma das paredes do rés-do-chão apresenta-se com forma irregular, feita com grandes pedras à vista porque durante uma agonia de um dos executados, este ali terá encostado a mão ensanguentada deixando marcas que a cal branca não conseguiu cobrir porque a tinta cai sempre que é aplicada. Além disto há quem afirme que o seu antigo proprietário ali volta de quando em vez atormentado pelos remorsos das almas que mandou matar.

## Colecções e núcleos museológicos
As várias colecções que compõem o acervo deste museu começam por ser principalmente de carácter etnográfico, datados entre o século XIX e o século XX, e abrangem as temáticas da cerâmica, dos têxteis e tecelagem, da agricultura, da pecuária e também do mobiliário.

Ao longo da sua história, e no advento do novo edifício, o desenvolvimento do seu acervo foi marcado por doações de instrumentos musicais, parte do espólio de Francisco de Lacerda e objetos relacionados com a indústria conserveira.
 As exposições permanentes (em fase de conclusão) dedicam-se a três temáticas:
- Ilha de São Jorge: cujo núcleo consagra a história e o património jorgense, envolvendo a sua comunidade e com especial destaque para as vivências na fajã.
- Música: núcleo composto por quatro salas dedicadas à música popular açoriana, à música erudita, ao maestro Francisco de Lacerda e às filarmónicas jorgenses e açorianas.

- Indústria Conserveira: o núcleo desenvolve-se ao longo de três salas que tratam a pesca de salto e vara, a laboração fabril e a exportação das conservas açorianas, dando especial ênfase às fábricas jorgenses.

## Missão e valências
O Museu Francisco de Lacerda tem como principal missão o estudo, a preservação, a valorização e a divulgação do património jorgense e da sua comunidade. A sua dinamização cultural passa pela criação de exposições e atividades didáticas que envolvam a comunidade onde se insere, tendo em conta o património local e regional.
O centro de documentação do museu está disponível ao público oferecendo títulos relacionados com as suas exposições permanentes, bem como um grande acervo de literatura portuguesa e estrangeira destinada ao empréstimo domiciliário. No local, poderá desfrutar de diversos espaços, como o auditório reservado a eventos, a sala de reuniões e zonas de lazer no interior e exterior. As visitas às reservas do museu (espólio) estarão também disponíveis em períodos previamente determinados.

## Horários de funcionamento
Horário de verão (1 de abril a 30 de setembro)
Terça a domingo: 10h00 - 17h30 (última entrada às 17h30)
Encerramento à segunda-feira.
Horário de inverno (1 de outubro a 31 de março)
Terça a domingo: 09h30 - 17h00 (última entrada às 17h00)
Encerramento à segunda-feira.

Horário diferenciado do Centro de Documentação
Horário de verão (1 de abril a 30 de setembro)
Terça a sábado: 10h00 - 13h00 // 14h00 - 17h30 (última entrada às 17h30)
Encerramento ao domingo e à segunda-feira.
Horário de inverno (1 de outubro a 31 de março)
Terça a domingo: 09h30 - 12h30 // 13h30 - 17h00 (última entrada às 17h00)
Encerramento ao domingo e à segunda-feira.